# 4433 Goldstone
4433 Goldstone је астероид главног астероидног појаса чија средња удаљеност од Сунца износи 2,432 астрономских јединица (АЈ).
Апсолутна магнитуда астероида је 13,1.